# Argyractoides
Argyractoides là một chi bướm đêm thuộc họ Crambidae.